# Tanana (langue)
Le tanana, ou bas tanana, (autonyme : Benhti Kokhwt'ana Kenagaʼ langue non reconnue : tnl pour le bas tanana, Sahcheeg xutʼeen xneegeʼ langue non reconnue : tnl pour le moyen tanana) est une langue na-dené du groupe des langues athapascanes septentrionales parlée en Alaska, aux États-Unis. Il ne doit pas être confondu avec le haut tanana voisin.
Depuis 2014, c'est une des vingt langues autochtones reconnues comme officielle de l'Alaska aux côtés de l'anglais.